# باري ديوك
باري ديوك (بالإنجليزية: Barry Duke)‏ هو صحفي جنوب أفريقي، ولد في 1947 في جوهانسبرغ في جنوب أفريقيا.